# 김인형 (뮤지컬 배우)
김인형은 대한민국의 뮤지컬 배우다. 2014년 뮤지컬 《상해탄》으로 데뷔했다.

## 학력
- 서울예술대학교 연기과 졸업

## 방송
- 보이스 코리아 2 (2013) - Top42

## 음반
- 연애의 참견 시즌3 OST - Part.13 (2020)
- 연애의 참견 시즌3 OST (2020)

## 공연
- 상해탄 (2014) - 펑청청 역
- Climax SuperStar "PASSION" - 부산 (2018)
- 해운대연가 - 구름위를걷는자 - 부산 (2018)
- 음식남녀 (2019)